# Grammia behri
Grammia behri là một loài bướm đêm thuộc phân họ Arctiinae, họ Erebidae.